# Diebe im Olymp (Musical)
Diebe im Olymp: Das Percy Jackson Musical (engl. Originaltitel The Lightning Thief: The Percy Jackson Musical) ist ein 2014 uraufgeführtes modernes Musical, das auf dem Fantasy-Abenteuerroman Percy Jackson – Diebe im Olymp von Rick Riordan basiert.
Das Stück wurde zuerst kostenfrei in New York von Theatreworks USA aufgeführt, bevor es auf Tournee ging. Für Musik und Texte wurde Rob Rokicki engagiert. Das Drehbuch für das Musical schrieb Joe Tracz, welches in zwei Akten Gesang, Tanz, Schauspiel und Musik in einem durchgängigen Handlungsrahmen verbindet. Es erzählt die Geschichte des 12-jährigen Teenagers Percy Jackson, der entdeckt, dass er ein Halbgott ist. Seine Reise in eine Welt mythologischer Monster und griechischer Götter beginnt, als er beschuldigt wird den Herrscherblitz von Zeus gestohlen zu haben. Er begibt sich auf die Suche danach, um einen Krieg zwischen den Göttern zu verhindern.
Die deutsche Premiere fand am 8. April 2022 in der Stadthalle Lübbecke statt. Inszeniert wurde das Musical von der Freilichtbühne Nettelstedt e. V. Die deutsche Übersetzung der Texte und Songs kommt von Sina Schütte und Luisa Neumann. Im März 2023 wurde das Stück von der Musicalcompany München unter der Regie von Dorothee Weingarten inszeniert.

## Hintergrund
Als einstündiges Musical stellte Theatreworks USA 2014 das Musical als Teil einer freien Theaterreihe in New York vor. Danach wurde eine nationale Tournee gestartet, die großen Zuspruch erhielt. Am 10. Januar 2017 wurde angekündigt, dass eine neue zweistündige Version mit einer neuen Partitur und einem aktualisierten, erweiterten Libretto produziert werde. Die nationale Tournee feierte am 17. April 2018 ihre Premiere in Chicago und endet voraussichtlich mit der letzten amerikanischen Aufführung am 14. Juli 2019 in Tampa Florida.
Am 8. April 2022 startete die Deutsche Inszenierung des Musicals in Lübbecke/NRW. Von 11. bis 19. März 2023 wurde das Stück in München aufgeführt.

## Hauptrollen und Originalbesetzung
| Charakter                                                             | Besetzung Original Off-Broadway (2017) | Besetzung erste U.S.A Tour (2019) |
| --------------------------------------------------------------------- | -------------------------------------- | --------------------------------- |
| Percy Jackson                                                         | Chris McCarrell                        | Chris McCarrell                   |
| Grover Underwood & Mr. D (Dionysos)                                   | George Salazar                         | Jorrel Javier                     |
| Annabeth Chase                                                        | Kristin Stokes                         | Kristin Stokes                    |
| Luke Castellan, Ares, & Andere                                        | James Hayden Rodriguez                 | James Hayden Rodriguez            |
| Sally Jackson, Silena Beauregard, Charon, Orakel von Delphi, & Andere | Carrie Compere                         | Jalynn Steele                     |
| Mrs. Dodds, Clarisse La Rue, Katie Gardner & Andere                   | Sarah Beth Pfeifer                     | Sarah Beth Pfeifer                |
| Mr. Brunner/Cheiron, Poseidon, Hades, Medusa, Kronos, & Andere        | Jonathan Raviv                         | Ryan Knowles                      |

| Charakter                         | Besetzung erste Deutsche Produktion (2022)                                                                       |
| --------------------------------- | --- |
| Percy Jackson                     | Niklas Öwermann                                                                                                  |
| Annabeth Chase                    | Luisa Neumann |
| Grover Underwood                  | Aaron Kracht |
| Luke Castellan & Mr. D (Dionysos) | Kilian Kottkamp                                                                                                  |
| Mr. Brunner/Cheiron               | Ole Fründ |
| Sally Jackson & Clarisse La Rue   | Emily Fründ |
| Charon & Orakel von Delphi        | Aileen Fröhning                                                                                                  |
| Ares & Hades                      | Pia Finke |
| Medusa                            | Lena Bode |
| Ensemble                          | Frederik Wulff, Celina Stork, Gwynne Tame, Zoé Heitland, Lena Rabe, Angelique Robertus, Finja Lübert, Joyce Tame |

## Handlung

### Erster Akt
Percy Jackson, ein Teenager mit ADHS und Legasthenie, ist mit seiner Klasse auf einem Ausflug zum New York Metropolitan Museum für Kunst unterwegs. Dort bittet seine stellvertretende Lehrerin, Mrs. Dodds, ihn um ein Gespräch. Als sie alleine sind, verwandelt sich Mrs. Dodds in eine Furie, eine aus der griechischen Mythologie stammende Rachegöttin, die Hades, dem Gott der Unterwelt, dient. Sie verlangt von Percy den Herrscherblitz, den er gestohlen haben soll. Doch Percy versteht nicht, wovon sie spricht. Rechtzeitig wird er von seinem Lateinlehrer Herrn Brunner und seinem besten Freund Grover Underwood gefunden. Dank eines Kugelschreibers, den ihm Herr Brunner zuwirft und der sich in ein Schwert namens Springflut verwandelt, schafft es Percy, die Furie abzuwehren und in die Flucht zu schlagen (Prolog / The Day I Got Expelled).
Nach diesem Vorfall wird er von seiner Schule verwiesen. Percy versucht zu erklären, was passiert ist, aber er stellt schockiert fest, dass sich weder sein Lehrer Herr Brunner noch sein bester Freund Grover Underwood an Mrs. Dodds erinnern. Auch sonst niemand in seiner Klasse kennt seine Lehrerin. Percy verabschiedet sich von allen in die Sommerferien.
Seine Mutter Sally scheint Percys Erlebnis zu verstehen und ist auch nicht erzürnt, dass er von der Schule gewiesen wurde. Ihr Lebensgefährte Gabe Ugliano dagegen schikaniert ihn. Sally will Percy von seinem Vater erzählen, der die Familie vor seiner Geburt verlassen hatte. Percy ist verbittert sowohl über seinen Vater als auch über seine eigene Art. Sally versichert ihm, dass seine Eigenarten und Anomalien zu etwas besonderem machen. Seine Mutter bringt Percy an den Strand, dort hatte sie seinen Vater zum ersten Mal getroffen (Strong). Sie begegnen dort Grover, der sich als ein Satyr entpuppt, ein aus der griechischen Mythologie stammendes Mischwesen, halb Mensch, halb Ziege. Er  habe den Auftrag Percy zu beschützen.
Plötzlich greift ein Minotaurus, ein Mensch mit Bullenkopf, das Trio an. Sally opfert sich, damit Percy und Grover es an einen Ort schaffen können, den sie Camp nennen. Der Minotaurus tötet seine Mutter direkt vor seinen Augen, Percy ersticht daraufhin aus Rache den Minotaurus. Am Kopf getroffen fällt Percy bewusstlos zu Boden, wo er von einem Mann im Hawaiihemd träumt, der ihm eine Muschel gibt und behauptet: „Was zum Meer gehört, kann immer zurückkehren.“ (The Minotaur / The Weirdest Dream).
Als Percy aufwacht, befindet er sich an einem Ort namens Camp Half-Blood. Die Muschel, die der fremde Mann in seinem Traum ihm gab, findet er in seiner Tasche. Dionysos, Gott des Weins, Wahnsinns und Leiter des Camps wird von allen nur Mr. D genannt. Er erklärt Percy widerstrebend, dass er ein Halbgott sei, Sohn eines Menschen und eines griechischen Gottes (Another Terrible Day). Es stellt sich heraus, dass Herr Brunner in Wirklichkeit Chiron, ein unsterblicher Zentaur, ist und die Campbewohner unterrichtet. Er erklärt Percy, dass die Götter ein Zeichen schicken werden, um ihn als Halbgott anzuerkennen. Percy ist jedoch immer noch skeptisch und wütend, dass sein Vater in all den Jahren keine Anzeichen von Fürsorge für ihn gezeigt hat. Luke Castellan, 19-jähriger Sohn von Hermes, sympathisiert mit Percy und sagt ihm, dass viele Halbblüter ihre göttlichen Eltern nie kennen, da sie nicht anerkannt werden (Their Sign).
Percy beschließt im Camp zu bleiben und lernt andere Halbgottkinder kennen, wie Silena Beauregard (Tochter von Aphrodite), Katie Gardner (Tochter von Demeter), Clarisse La Rue (Tochter von Ares) und Annabeth Chase (Tochter von Athene, die sich um Percy kümmerte, während er bewusstlos war). Annabeth übernimmt schnell die Anführerrolle während eines Spiels, bei dem sie die Flagge der gegnerischen Mannschaft erobern müssen. Sie gibt Percy den Befehl im Badezimmer der Jungen zu warten, um sicherzustellen, dass er das Spiel nicht durcheinander bringt. Clarisse versucht Percy eine Abreibung zu geben, aber das Toilettenwasser erwacht zu Leben und überflutet sie (Put You in Your Place). Nach dem Spiel setzen sich die Camper am Lagerfeuer zusammen und gehen auf ihre instabilen und in einigen Fällen schädlichen Beziehungen zu ihren göttlichen und sterblichen Eltern ein (The Campfire Song).
Percy wird als Sohn von Poseidon, dem Gott des Meeres, anerkannt und es wird sofort gemunkelt, dass er der Hauptverdächtige ist, der von Zeus den Herrscherblitz gestohlen hat. Man gibt Percy zu verstehen, dass er auf die Suche gehen muss, um den Blitz zurückzuholen, damit ein Krieg zwischen den Göttern verhindert wird. Er wird ins Haupthaus geschickt, um eine Prophezeiung vom Orakel von Delphi zu empfangen (The Oracle). Gemeinsam mit Luke, Grover, Annabeth und Chiron versucht Percy die Geschehnisse zu deuten und sie beschließen, dass Hades der wahre Dieb sein muss. Doch da die Weissagung besagt, dass Percy bei seinem Trip versagen und von einem Freund betrogen wird, möchte Percy die ganze Sache vergessen und im Camp bleiben. Chiron erklärt, dass dies nicht möglich ist und Percy aus dem Camp geworfen wird, sollte er sich nicht auf den Auftrag einlassen. Percy fühlt sich verraten und sucht am See nach einem Ausweg (Good Kid). Als Luke Percy findet und andeutet, dass seine Mutter in der Unterwelt noch am Leben sein könnte, akzeptiert Percy den Auftrag in der Hoffnung seine Mutter wiederzusehen. Annabeth und Grover begleiten Percy, nachdem ihnen von Luke ein Paar geflügelte Schuhe gegeben wurden. Das Trio beginnt ihre Reise in die Unterwelt (Killer Quest).

### Zweiter Akt
Die drei Auserwählten sind gerade einem Bus entkommen, der von drei Furien angegriffen wurde. Als sie sich in einem Wald verlaufen haben (Lost), schlägt Percy vor in Tante Ems Gartenzwergladen Schutz und Hilfe zu suchen. Die seltsame Besitzerin Tante Em bittet, Fotos von den drei machen zu dürfen. Sie wird dabei aber als Medusa entlarvt. Percy greift sie an und schneidet ihren Kopf mit seinem Stift/Schwert Springflut ab. Annabeth scheint über diesen Sieg verärgert zu sein und Percy konfrontiert sie damit. Nach einem Streit gesteht sie, dass sie sich ihr ganzes Leben von allen ignoriert fühlte und verzweifelt nach einer Chance suchte, sich ihrer Mutter Athene zu beweisen (My Grand Plan).
Grover findet Zugtickets nach St. Louis und das Trio macht sich erneut auf den Weg (Drive). Sie stoßen auf viele Gefahren, wie eine Schimäre, starke Stürme, einige Monster und das verzauberte Lotus Hotel und Casino. Sie treffen sich auch mit Ares, der sie nach Nevada bringt. Während einer Busfahrt nach Los Angeles träumt Percy davon, dass ein Mann mit jemandem spricht, den der Mann als „Meister“ bezeichnet (The Weirdest Dream Reprise). Die mächtige Stimme erwähnt Opfer und den Namen Thalia. Percy wacht ruckartig auf und fragt Grover, nach Thalia. Grover erzählt ihm, dass er vor einigen Jahren geschickt wurde, um Luke, Annabeth und Thalia Grace, die Tochter des Zeus, ins Lager zu begleiten. Das Team wurde aber angegriffen, und Grover konnte Thalia nicht retten. Thalia opferte sich und wurde von Zeus in einen Baum verwandelt, der die Grenzen des Camps vor Angreifern beschützt. Grover macht sich verantwortlich für den Tod von Thalia und denkt, dass Percy sich für ihn schämen wird (The Tree on the Hill). Jedoch versichern ihm Percy und Annabeth, dass sie immer Freunde bleiben, egal wer er ist oder was er tut.
Das Trio erreicht die Unterwelt, wo sie eine Tour durch den Horror von Charon und mehreren längst verstorbenen Musikern erleben (D.O.A). Percy bemerkt, dass der Blitz in seinem Rucksack versteckt ist und die drei überlegen, wie er dorthin gekommen sein könnte. Percy zieht die Schuhe an, die er von Luke bekommen hat und wird fast in den Tartaros gezogen. Die Gruppe wird entdeckt und zu Hades gebracht. Nach einem kurzen Gespräch mit Hades stellt sich heraus, dass dieser den Blitz nicht gestohlen hat und er von Percy den Blitz will, um über die Götter zu herrschen. Percy zieht die Muschel aus seiner Tasche, wobei er erkennt, dass sie von Poseidon stammt und öffnet mit ihr ein Portal, das sie aus der Unterwelt bringt. Er schwört zurückzukehren, um seine Mutter zu retten. Percy, Annabeth und Grover entkommen. Percy vermutet, dass Ares den Blitz in seine Tasche gesteckt habe, um die Götter zum Krieg anzustiften. Mit Annabeth und Grovers Hilfe akzeptiert Percy, dass er der Sohn von Poseidon ist und mit seiner Gabe Wasser zu kontrollieren kann er Ares besiegen (Son of Poseidon).
Nachdem Percy den Blitz zurückgegeben hat, kehrt das Trio zum Lager zurück (The Last Day of Summer). Doch Percy fühlt sich noch genauso verwirrt wie vorher und er sucht das Gespräch mit Luke. Beide sprechen über die Aufgabe und Luke erzählt Percy, dass er sich nach seinen eigenen Aufgaben ähnlich fühlte. Er erzählt Percy versehentlich, dass er der wahre Blitzdieb sei und dass er sich mit Kronos verbündet habe, um sich bei den Göttern zu revanchieren, von denen er glaubt, dass sie ihn nicht lieben. Luke greift ihn an und entkommt. Percy erklärt den anderen Bewohnern im Camp, dass es einen Krieg geben wird, der nicht zu verhindern ist, doch er werde versuchen Luke und Kronos aufzuhalten. Er und seine Freunde werden vorbereitet sein und alles tun, was nötig ist, um beide zu bekämpfen (Bring on the Monsters).

## Lieder im Musical

### Erster Akt
- "Prologue/The Day I Got Expelled" – Percy, Mr. Brunner, Mrs. Dodds, Grover, Annabeth, Luke und Begleitung
- "Strong" – Sally und Percy
- "The Minotaur/The Weirdest Dream" – Percy, Sally, Grover und Begleitung
- "Another Terrible Day" – Mr. D
- "Their Sign" – Cheiron, Percy und Luke
- "Put You in Your Place" – Clarisse, Annabeth, Percy und Begleitung
- "The Campfire Song" – Luke, Annabeth, Percy, Grover, Katie, Silena und Cheiron
- "The Oracle" – Orakel, Ensemble
- "Good Kid" – Percy und Begleitung
- "Killer Quest!" – Percy, Grover, Annabeth und Begleitung

### Zweiter Akt
- "Lost!” – Percy, Annabeth und Grover
- "My Grand Plan" – Annabeth
- "Drive" – Grover, Annabeth, Percy, Ares und Begleitung
- "The Weirdest Dream (Reprise)" – Percy, Kronos, Luke
- "The Tree on the Hill" – Grover, Thalia, Annabeth, Luke, Percy und Begleitung
- "D.O.A." – Charon und Begleitung
- "Son of Poseidon" – Percy, Ares, Annabeth, Grover, Sally und Begleitung
- "The Last Day of Summer" – Percy, Luke und Begleitung
- "Bring on the Monsters" – Percy, Annabeth, Grover, Clarisse, Cheiron, Silena und Luke

Bonussongs
- "Try" – Percy, Annabeth, Grover
- "The Wittlest Minotaur" – Minotaurus
- "Pick a Side" – Luke, Clarisse, Silena und Begleitung
- "Camp Half-Blood" – Ensemble
- "In the Same Boat" – Percy, Annabeth, Grover

## Aufzeichnung
Das Original-Album wurde am 7. Juli 2017 veröffentlicht. Für eine begrenzte Zeit hatte Broadway Records ein spezielles Paket angeboten, das neben einer CD des Musicals auch ein offizielles Diebe im Olymp T-Shirt enthielt.
- The Lightning Thief: The Percy Jackson Musical (Original Cast Recording), Auflage 12. Oktober 2018 als Vinylschallplatte

## Kritiken
Diebe im Olymp: Das Percy Jackson Musical hat positive Kritiken von Kritikern erhalten. Fern Siegel lobte in der Huffington Post das Musical für seinen Dialog, seine Geschichte und seine Besetzung und nannte es „Eine Erinnerung daran, dass Off-Broadway ein wichtiger Ort für Musicals ist“. während Raven Snook es auf timeout.com als „Würdigung der Götter“ bezeichnet.
Frank Scheck schrieb in der Zeitschrift „The Hollywood Reporter“, dass das Musical viel mehr Spaß macht als die schlecht konzipierte  Filmversion von 2010 oder ihre  Fortsetzung 2013. Das Musical bietet auch eine ausgezeichnete, wenn auch respektlose Einführung in die griechische Mythologie, die einige Kinder davon überzeugen könnte, sich mehr mit der Materie auseinanderzusetzen.